# Шарлотта Ґрінвуд
Шарлотта Ґрінвуд (англ. Charlotte Greenwood; 25 червня 1890, Філадельфія, Пенсільванія — 28 грудня 1977, Лос-Анджелес, Каліфорнія) — американська акторка і танцюристка.

## Життєпис
Акторську кар'єру почала з участі в водевілях, а в 1912 році дебютувала на Бродвеї. Саме театральні ролі принесли акторці популярність і визнання. Крім цього, Ґрінвуд збудувала тривалу кар'єра в кіно, що почалася в 1915 році з головної ролі в німої комедії «Джейн». На великому екрані акторка з'явилася майже в трьох десятках фільмів, серед яких «Переполох в готелі» (1931), «Навіть по-аргентинськи» (1940), «Місяць над Маямі» (1941), «Уся банда в зборі» (1943), «Оклахома!» (1955) і «Протилежна стать» (1956).
Будучи прихильницею християнської науки, Ґрінвуд відхилила роль матері-ігумені в мюзиклі «Звуки музики», вважаючи, що не зможе з повною відповідальністю відчути цю роль.
Була одружена з актором Сиріл Ринг (брат акторки Бланш Ринг) та з композитором Мартін Брунзі (теж розлучилася). Дітей не мала.
Шарлотта Ґрінвуд померла в Лос-Анджелесі в 1977 році у віці 87 років. Вона була кремована, а прах розвіяний в море.

## Вибрана фільмографія
| Рік  |   | Українська назва         | Оригінальна назва         | Роль                |
| ---- | - | ------------------------ | ------------------------- | ------------------- |
| 1929 | ф | Так довго Летті          | So Long Letty             | Летті Роббінс       |
| 1931 | ф | Кабінет, спальня і ванна | Parlor, Bedroom and Bath  | Поллі Гетевей       |
| 1931 | ф | Честолюбний              | Flying High               | Пенсі               |
| 1940 | ф | Навіть по-аргентинськи   | Down Argentine Way        | Бінні Кроуфорд      |
| 1942 | ф | Весна в скелястих горах  | Springtime in the Rockies | Фібі Грей           |
| 1943 | ф | Уся банда в зборі        | The Gang's All Here       | місіс Пейтон Поттер |
| 1943 | ф | Діксі Дуган              | Dixie Dugan               | місіс Дуган         |
| 1956 | ф | Протилежна стать         | The Opposite Sex          | Люсі                |